# Selidosema taeniolaria
Selidosema taeniolaria är en fjärilsart som beskrevs av Jacob Hübner 1813. Selidosema taeniolaria ingår i släktet Selidosema och familjen mätare. Inga underarter finns listade i Catalogue of Life.